# Johan Arnold Smellekamp
Johan Arnold Smellekamp (Amsterdam, 16 januari 1812 - Bloemfontein, 23 mei 1866) was een Nederlands-Vrijstaats handelaar die zich heeft ingezet voor handelsbetrekkingen tussen Nederland en de Voortrekkers in Zuid-Afrika. Later werd hij een staatsman in de Oranje Vrijstaat.

## Biografie
Smellekamp groeide op in Amsterdam. Na een tijd in Parijs te hebben vertroefd vertrok hij met Georgius Gerardus Ohrig als supercargo naar de Republiek Natalia om handelsbetrekkingen met de Voortrekkers te beginnen.

### Handelsmissies
Bij zijn aankomst in 1842 bleek Natalia onder grote druk te staan van het Verenigd Koninkrijk en annexatie leek slechts een kwestie van tijd. Eenmaal in Pietermaritzburg geloofden de Boeren van Natalia dat de aankomst van Ohrig en Smellekamp een Nederlandse interventie betekende en hij werd enthousiast ontvangen. De Volksraad van Natalia overhandigde Smellekamp een document voor koning Willem II waarin Natalia zich aanbood als Nederlandse kolonie.
Vanwege gebrek aan reisdocumenten werd Smellekamp gevangengenomen in Swellendam en naar Kaapstad gebracht, maar werd vanwege gebrek aan bewijs vrijgelaten waarop hij terugkeerde naar Nederland. Daar weigerde Willem II het aanbod van Natalia.
In 1843 maakte hij opnieuw een reis naar Natalia, waar het hem verboden werd in contact te komen met de Boeren. Hij kwam aan in de Delagoabaai waar hij Andries Hendrik Potgieter vertelde dat ze niet meer op Nederlandse steun hoefden te rekenen.

### Emigratie
Smellekamp maakte nog enkele reizen naar Afrika, waarna hij in 1853 besloot zich voorgoed bij de Boeren aan te sluiten in Lydenburg. Hij werd echter vanwege zijn twisten met de predikant Dirk van der Hoff uit de Zuid-Afrikaansche Republiek verbannen en vertrok naar de Oranje Vrijstaat waar hij als landdrost van Bloemfontein werd aangesteld en Smithfield vertegenwoordigde in de Volksraad. Daar kwam hij in conflict met president Jacobus Nicolaas Boshoff, wat hem zijn positie als landdrost kostte.
Smellekamp werd agent in Bloemfontein en bleef daar de rest van zijn leven tot zijn overlijden in 1866.